# محمد إيهاب
محمد إيهاب رباع مصري، من مواليد 30 سبتمبر 2003 من مواليد محافظة القاهره. يعتبر أول لاعب عربى و إفريقي يصعد على منصة بطولات العالم للكبار ثلاث مرات متتاليه عام 2014 ، 2015 ، 2017 ، حصد ثلاث مداليات ذهبيه في تاريخ بطولات العالم للكبار.

## مسيرته الرياضية
فاز محمد إيهاب بالميدالية الفضية في وزن 77 كيلوغراما ضمن منافسات رفع الأثقال في الألعاب الأولمبية الصيفية 2016. كما حصل على المركز الثاني في بطولة العالم للرجال التي أقيمت في كازاخستان سنة 2014، والمركز الثاني في بطولة العالم التي أقيمت سنة 2015 في هيوستن بالولايات المتحدة الأمريكية.
- أول لاعب عربي إفريقي يصعد على المنصة الثلاثية بطولات عالم ناشئين وعالم كبار ودوره أولمبية

### قلادة تاميكوم
منحته مؤسسة قلادة قلادة تاميكوم من الطبقة الماسية اعتبارا من 19/8/2016 و أدرجته في قائمة الشرف الوطني الوطني باب الرياضيين.
اعتزال: محمد إيهاب عن ممارسة رفع الأثقال بعد أن تم رقفه من مسابقة طوكيو 2020.

## روابط خارجية
- محمد إيهاب على موقع الاتحاد الدولي (الإنجليزية)
- محمد إيهاب على موقع اللجنة الأولمبية الدولية (الإنجليزية)
- محمد إيهاب على موقع أوليمبيديا (الإنجليزية)